# Mars Express
Mars Express (zkráceně MEX) je planetární sonda určená ke studiu planety Mars z oběžné dráhy okolo ní. Sonda byla desátou orbitální sondou u Marsu a první planetární sondou ESA vůbec. V době příletu se stala po Mars Global Surveyor a Mars Odyssey třetí v té době činnou orbitální sondou u Marsu. Její jméno naznačuje, že byla připravena ve velmi krátkém čase – podařilo se to díky využití designu a experimentů předchozích misí ESA, zejména Rosetta a Mars 96 (ruská mise na které ESA mohutně spolupracovala). Součástí mise byl také přistávací modul Beagle 2, který však při přistání selhal.
Úspěšnost projektu této sondy vedla k vytvoření sesterského projektu Venus Express, který měl za úkol průzkum planety Venuše z oběžné dráhy.

## Přístroje a experimenty

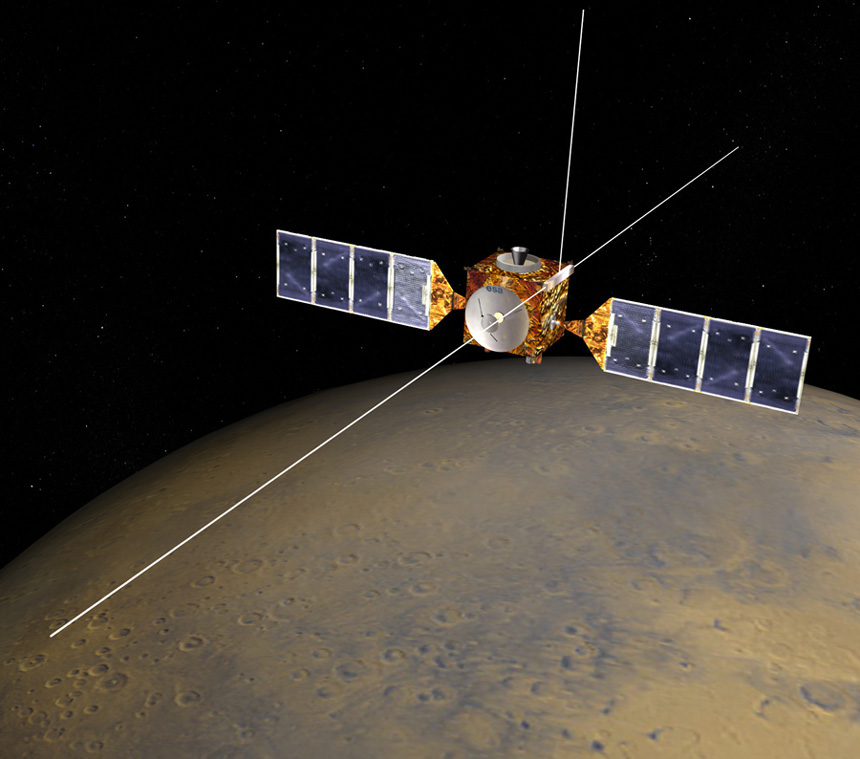
Ilustrace sondy Mars Express

Přístroje věnované průzkumu povrchu a podpovrchových struktur:
- HRSC (High Resolution Stereo Camera) – stereokamera kombinovaná s kamerou s vysokým rozlišením
- OMEGA (Visible and Infrared Mineralogical Mapping Spectrometer) – spektrometr pracující ve viditelné a infračervené oblasti
- MARSIS (Sub-surface Sounding Radar Altimeter) – dlouhovlnný radar určený k průzkumu podpovrchových struktur do hloubky cca 5 km

Přístroje věnované průzkumu atmosféry a ionosféry Marsu:
- PFS (Planetary Fourier Spectrometer) – Fourierovský spektrometr
- SPICAM (Ultraviolet and Infrared Atmospheric Spectrometer) – spektrometr pracující v ultrafialovém a infračerveném oboru
- ASPERA (Energetic Neutral Atoms Analyser) – analyzátor neutrálních částic

Součástí výzkumného programu je také:
- MaRS (Mars Radio Science Experiment) – program na zpřesňování gravitačních dat a výzkum ionosféry ze zachycených radiových signálů

## Průběh mise
Sonda byla vypuštěna z kosmodromu Bajkonur 2. června 2003 během velké kampaně spojené s nejtěsnějším přiblížením Marsu k Zemi za mnoho let (přibližně zároveň s MEX byly vypuštěny Mars Exploration Rovery). 25. prosince 2003 byla navedena na oběžnou dráhu kolem planety, kde po sérii testů, určených k otestování funkčnosti přístrojů, začala s vlastním výzkumem. Z bezpečnostních důvodů (nebyla jistota že proces proběhne bez poškození sondy) bylo nicméně uvolnění antény MARSIS odloženo o dva roky až na jaro 2005, kdy zdárně proběhlo. Na konci listopadu 2005 sonda ukončila nominální misi a vstoupila do fáze tzv. prodloužené mise.
- Mars Express na oběžné dráze Marsu:
  - Orbitální sklon: 86,3°
  - Pericentrum: 258 km (nad atrmosférou)
  - Apocentrum: 11 560 km (nad povrchem)
  - Oběh: každých 6 hodin 43 minut

## Beagle 2
Beagle 2 byl samostatný přistávací modul nesený sondou Mars Express určený k exobiologickým experimentům na povrchu Marsu. Bohužel ale kvůli technické závadě (zřejmě chybný odhad výšky na základě atmosférických měření) se měkké přistání nezdařilo. Beagle 2 byl vyroben Open University ve Velké Británii a pojmenován na počest lodi Charlese Darwina Beagle. Poslední snímky modulu Beagle 2 pořídila sonda Mars Reconnaissance Orbiter v roce 2015, které ukázaly sondu v pracovní pozici, avšak jen s částečně otevřeným panelem antény, což znemožnilo jakoukoliv komunikaci tohoto modulu. Velice pravděpodobně tedy modul fungoval, bohužel díky technické závadě na rameně antény se však nepodařilo navázat spojení se sondou Mars Express.

## Vědecké objevy a důležité události
Po provedení více než 4 000 oběhů sonda Mars Express zůstává ve skvělém stavu a všechny přístroje pracují podle předpokladů.
Kamera HRSC neustále mapuje povrch planety s nevídaným rozlišením a posílá množství úžasných fotografií.
Byly zjištěny polární záře v oblastech silné remanentní magnetizace.
V roce 2005 vědci z ESA sdělili, že spektrometr OMEGA (Visible and Infrared Mineralogical Mapping Spectrometer) zjistil přítomnost hydrátů síry, křemíku a dalších minerálů.
Fourierovský spektrometr detekoval metan v atmosféře v oblastech poblíž rovníku (oblast Arabia Terra), což by mohlo znamenat přítomnost některých forem aktivního vulkanismu nebo činnost podpovrchových mikroorganismů.
V listopadu 2005 po několika měsících měření uvolnila ESA informace z experimentu MARSIS, které obsahovaly objevy skrytých impaktních kráterů a důkazy přítomnosti podpovrchového vodního ledu.

### 2004
- 23. ledna

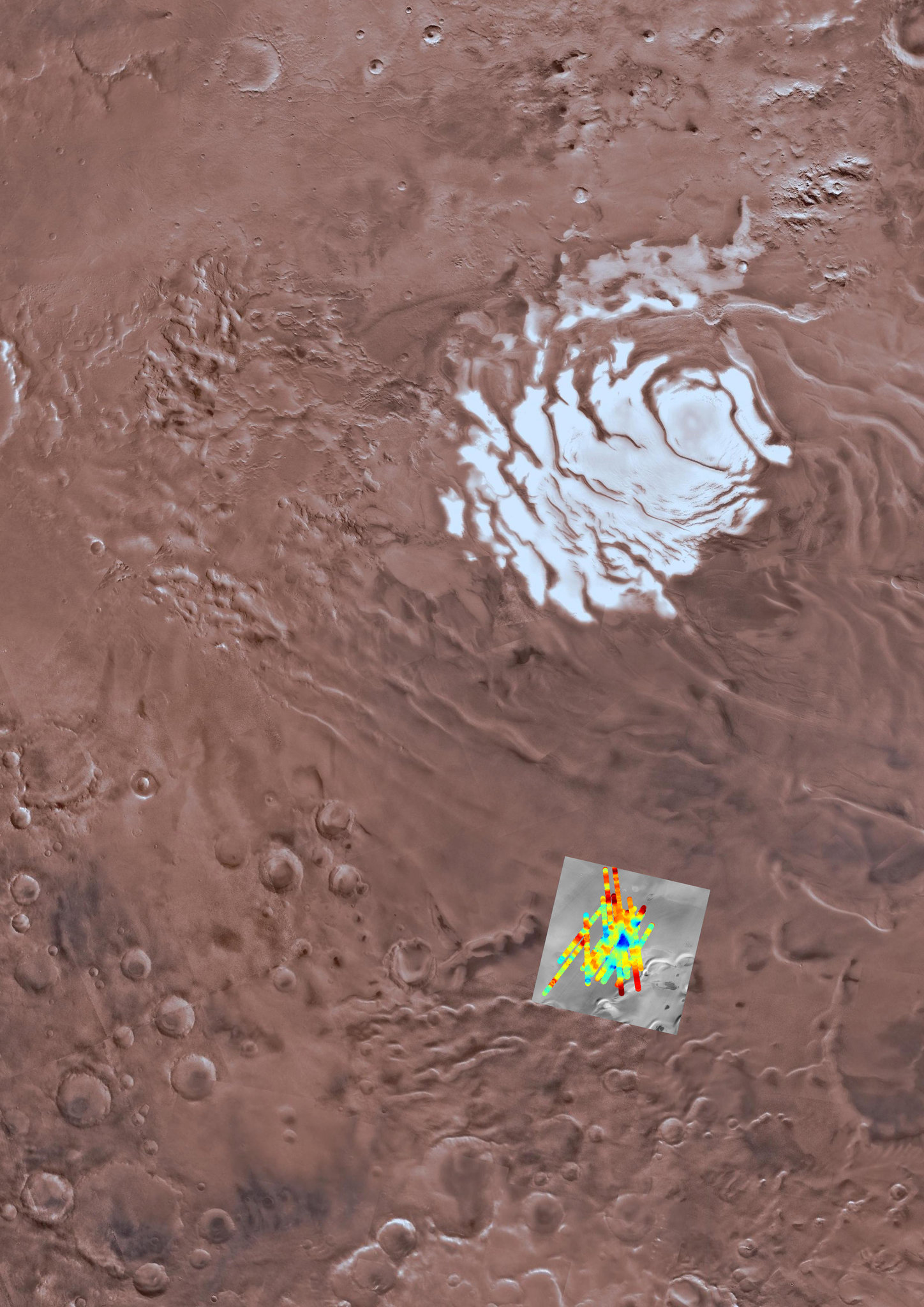
Marsovský jižní pól a místo podpovrchového vodního jezera na fotce sondy Mars Express

  - ESA oznámila objev vodního ledu v ledové čepičce jižního pólu. K objevu byla použita data ze spektrometru OMEGA z 18. ledna.

- 28. ledna
  - Sonda Mars Express dosáhla finální oběžné dráhy kolem Marsu, vhodné pro vědecký výzkum.

- 30. března
  - Tiskovou zprávou bylo sděleno, že sonda detekovala metan v marsovské atmosféře. Přesto, že se jednalo o velmi malé množství (asi 10 částic z tisíců milionů), vědci byli objevem překvapeni a snažili se najít zdroj metanu. Jelikož se metan v atmosféře Marsu dlouho neudrží, musí existovat jeho zdroj, který v současnosti metan uvolňuje. Protože jedním z možných zdrojů by mohl být mikrobakteriální život, plánuje se ověření hodnověrnosti naměřených údajů a pečlivé sledování rozdílů v koncentraci v různých lokalitách Marsu.

- 28. dubna
  - ESA sdělila, že rozvinutí ramen antény radaru MARSIS bylo odloženo. Způsobily to obavy, že by pohyb prutů v průběhu rozvinování mohl poškodit sondu. Byly naplánovány dodatečné testy, které měly tuto možnost vyloučit.

- 15. července
  - Vědci pracující s přístrojem PFS oznámili, že objevili spektrální stopy přítomnosti směsi čpavku v atmosféře Marsu. Stejně jako již dříve objevený metan, tak i čpavek z atmosféry rychle mizí, takže potřebuje zdroj, který ho bude stále doplňovat. Tyto příznaky ukazují na existenci aktivního života nebo na geologickou aktivitu.[3]

### 2005
- 8. února
  - ESA povolila provést odložené rozvinutí antény MARSIS[4]. Bylo to naplánováno na začátek května 2005.

- 5. května
  - První prut antény MARSIS byl úspěšně rozvinut[5]. Zpočátku nebyly zjištěny žádné problémy, ale později se zjistilo, že se jeden ze segmentů prutu antény nezaaretoval[6]. Rozvinutí druhého prutu bylo odloženo do vyřešení problému.
- 11. května
  - Problém s nezaskočeným segmentem prutu antény MARSIS byl vyřešen natočením antény směrem ke Slunci. Po nahřátí se segment úspěšně zaaretoval[7].
- 14. června
  - Druhý prut byl rozvinut a 16. června ESA oznámila, že úspěšně.[8]
- 22. června
  - ESA oznámila, že je MARSIS plně funkční a v nejbližší době začne shromažďovat data. Tato zpráva přišla po hladkém rozvinutí třetího anténního prutu 17. června a úspěšných přenosových testech 19. června[9].

- 28. července
  - Stereo kamera HRSC zachytila kráter poblíž severního pólu Marsu se zbytky vodního ledu[10].

### 2006
- 21. září

Fotka „tváře na Marsu“

  - Stereo kamera s vysokým rozlišením (HRSC) získala obrázky regionu Cydonia Mensae, místa se známou „tváří na Marsu“. Původní fotografie masívu pocházejí z roku 1976 z americké sondy Viking 1. Snímky z kamery HRSC mají rozlišení přibližně 13,7 metrů na pixel.[11]

- 26. září
  - Pro sondu Mars Express byl vyvinut speciální zvláště úsporný mód zvaný 'Sumo' (Survival Mode), který se použije při dlouhých průletech stínem planety, kdy hrozí nedostatek elektrické energie[12].

- Říjen
  - V říjnu 2006 se Mars Express nacházel v období sluneční konjunkce (v jedné přímce Země - Slunce - Mars Express). Úhel Slunce - Země - MEX dosáhl minima 23. října při hodnotě 0.39° ve vzdálenosti 2.66 AU. Operační činnost modulu byla omezena kvůli rušení rádiového signálu slunečním plazmatem.

- Prosinec
  - Po ztrátě spojení se sondou NASA Mars Global Surveyor (MGS) se tým Mars Express nabídl pokusit se vizuálně ztracenou sondu identifikovat. Kamera HRSC dvakrát prohledávala oblast, kde se sonda MGS měla nacházet. Oba pokusy byly neúspěšné.

### 2007
- Leden
  - Byla uzavřena dohoda s NASA o podpoře Mars Express při přistání amerického modulu Phoenix v květnu 2008.

- Únor
  - Malá kamera VMC (která byla použita jen při sledování odpoutání přistávacího modulu) byla znovu uvedena do provozu a byla nabídnuta studentům v programu „Ovládejte sondu Mars Express a pořiďte své fotografie Marsu“.

- 23. února
  - Z důvodu získávání důležitých vědeckých údajů rozhodla Komise pro vědecký program o prodloužení mise Mars Express do května 2009[13].

- 28. června
  - Kamera HRSC pořídila podrobné snímky oblasti Aeolis Mensae, která odděluje jižní vysočiny a nížinaté oblasti na severu. Výškové rozdíly v oblasti činí až 3 000 m[14].

### 2008
- Tým Mars Expres získal Cenu sira Arthura Clarka za nejlepší týmový výkon.

### 2009
- Vědecký výbor ESA prodloužil misi Mars Explorer až do 31. 12. 2012.

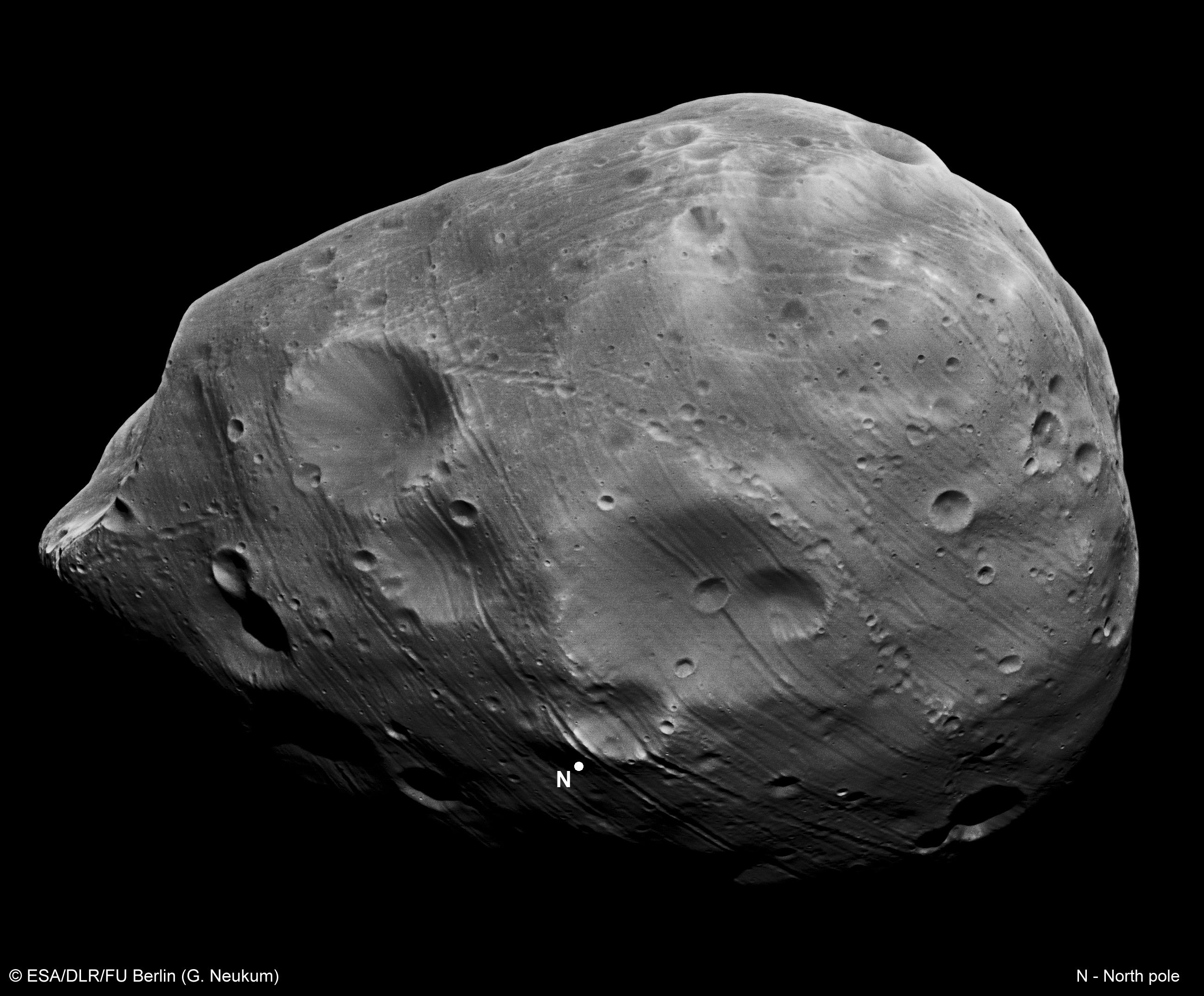
Fotka měsíce Fobos

### 2010
- Při průletu kolem měsíce Fobos se měřila jeho hmotnost.

### 2011
- Pro nahodilé poruchy na systému masové paměti byla vědecká činnost přerušena.

### 2012
- 16. února byla obnovena vědecká činnost. Zásoby paliva by vystačily na dalších 14 let.
- Studium sluneční korony pomocí rádiových vln.
- 5. srpna - pomoc při sběru a přenosu dat projektu Mars Science Laboratory

### 2013
- Mars Expres dokončil téměř úplnou topografickou mapu povrchu Marsu.
- 29. prosince dosáhl Mars Expres dosud největšího přiblížení k měsíci Fobos.

### 2016
- Pomoc při sběru dat z přistání modulu Schiaparelli (projekt ESA a Roskosmos)

### 2018
- Sonda obdržela nový software, který by měl sondě prodloužit životnost, neboť umožnil deaktivaci gyroskopů. Údaje o poloze/orientaci získává sonda po updatu převážně ze star trackerů (ty slouží ke sledování hvězd a na jejich základě je stanovována poloha sondy).[15][16]